# 自體受體
自體受體（英語：Autoreceptor）是一種位於突觸前神經元細胞膜中的受體。它是信號轉導中負反饋迴路的一部分。它僅對自身受體所在的神經元釋放的神經遞質或激素敏感。同樣，異源受體則對非該受體所在的細胞所釋放的神經遞質和激素敏感。給定的受體可以充當自體受體或異源受體，具體取決於嵌入它的細胞釋放的傳遞物質的類型。
自體受體可以位於細胞膜的任何部分：如樹突、細胞本體、軸突或軸突末梢。
突觸前神經元釋放神經遞質跨越突觸間隙，並被突觸後神經元上的受體偵測。突觸前神經元上的自體受體也將偵測該神經遞質，並通常起控制細胞內部進程的作用，通常抑制神經遞質的進一步釋放或合成。因此，神經遞質的釋放受到負反饋的調節。自體受體通常是G蛋白偶聯受體（而不是遞質門控離子通道），並透過第二信使發揮作用。